# Peter Vidmar
Peter Glen Vidmar (Los Angeles, 3 de junho de 1961) foi um ginasta estadunidense, que competiu em provas de ginástica artística pelos Estados Unidos.
Iniciado em competições gímnicas em 1975, disputou o AAU Junior Olympic Jr. Nationals, no qual conquistou sua primeira medalha, o bronze no individual geral. Três anos mais tarde, tornou-se um ginasta sênior. Em 1979 disputou seu primeiro campeonato inernacional de grande porte, o Mundial de Fort Worth, do qual saiu-se medalhista de bronze na prova coletiva. Entre seus maiores arquivamentos estão uma medalha de ouro no concurso geral nacional e três medalhas olímpicas, entre elas duas vitórias, uma por equipes e outra no cavalo com alças, na edição de Los Angeles, em 1984. Apesar das vitórias olímpicas, nunca disputou uma edição dos Jogos Pan-Americanos.

Aposentado das competições, nunca deixou a modalidade. Em 1998, foi inserido no International Gymnastics Hall of Fame, dá palestras motivadoras e tornou-se um escritor.